# Hanza Media
Hanza Media (dawniej Europapress Holding, EPH) – przedsiębiorstwo mediowe funkcjonujące w Chorwacji oraz w regionie Europy Południowo-Wschodniej. Jego portfolio obejmuje pięć gazet, ponad 20 magazynów oraz 20 wydań cyfrowych.
Przedsiębiorstwo zatrudnia 744 pracowników.